# Trois-Rivières (Guadalupe)
Trois-Rivières é uma comuna francesa na região administrativa de Guadeloupe, no departamento de Guadeloupe. Estende-se por uma área de 31 km², com 8 732 habitantes, segundo os censos de 1999, com uma densidade de 281 hab/km².